# Клафути
Клафути (франц. clafoutis или clafouti) француски је воћни колач који се прави од смесе за флан и вишања.

## Етимологија
Назив „клафути“ потврђен је 1864. године. Постоји више могућих етимологија ове речи.
- Hазив клафути (clafoutis) од окситанског clafotis, потиче од глагола clafir или claufir, што значи „напунити“.[2]
- Назив клафути (clafoutis) може такође потицати из стапања старофранцуског глагола claufir, од латинског clavo figere (укуцати ексере) и глагола foutre (ставити) са наставком -eïz. Отуда и смисао „напунити, начичкати, посути, посејати“[3]. Наиме, цела површина посуде у којој се пече колач треба да буде прекривена воћем.[4]

## Порекло
Овај десерт потиче из француске покрајине Лимузен и постао је популаран у 19. веку.

## Састојци и варијанте
Основни састојци су, осим вишања, шећер, брашно, млеко и јаја. Неке варијанте укључују путер или павлаку. После печења клафути се служи млак, понекад уз павлаку. Традиционална припрема овога колача подразумева да се вишње не чисте од коштица, како се сок од вишања не би мешао са смесом. Други могући разлог је што коштице вишања садрже амигдалин, активну супстанцу у екстракту бадема, те се приликом печења ослобађа мала количина амигдалина и колач поприма још богатији укус. Из тих разлога се у припреми може користити смеса од бадема, као и кирш, ракија од вишања у чијој се припреми користе и коштице. Нарочито се за припрему овога колача цени врста вишње под именом cerise de Montmorency. 
Овај колач се може приремати и са другим воћем (јабукама, кајсијама или шљивама). Тада се уместо речи клафути може користити назив flaugnarde. Колач који се традиционално припрема у Бретањи, бретонски фар (far breton) сличан је клафутију, а прави се са сувим шљивама.